# Julia Anastasopoulos
Julia Anastasopoulos (sinh ngày 14 tháng 6 năm 1983) là một nghệ sĩ, họa sĩ, nhà thiết kế và diễn viên người Nam Phi. Anastasopoulos đã trở thành một hiện tượng địa phương trên internet vào tháng 5 năm 2014, với loạt trang web do-it-yourself của cô được gọi là SuzelleDIY. Trước khi trở thành nhân vật của YouTube, Anastasopoulos đã tạo ra những hình minh họa vẽ tay trên tường và cửa sổ của một vài bến xe MyCiTi.

## Tuổi thơ
Sinh ra ở Johannesburg vào năm 1983, theo Anastasopoulos, "Mẹ tôi là một giáo viên nghệ thuật và luôn khuyến khích tôi và các chị em của tôi sáng tạo ra mọi thứ và thể hiện bản thân một cách sáng tạo. Tôi luôn lấy cảm hứng từ sách ảnh và họa sĩ như Quentin Blake, Saul Steinberg và Raymond Peynet ". Cô học Nhà hát và Biểu diễn tại Đại học Cape Town.

## Giáo dục
Từ năm 2001-04, cô lấy bằng Cử nhân về Nhà hát và Hiệu suất chuyên ngành diễn xuất tại Đại học Cape Town. [4] [5]

## Sự nghiệp
Anastasopoulos tham gia sản xuất sân khấu tại Đại học Cape Town. Năm 2004, cô tham gia The Blue Room, một nhà hát sản xuất đạo diễn bởi Jacqui Singer và được viết bởi David Hare tại Arena Theatre. Hai năm sau, vào năm 2006, cô đóng vai Ophelia trong một vở kịch Hamlet do Roy Sargaent đạo diễn trong Nhà hát Artscape.
Năm 2008, Anastasopoulos thiết kế một đèn chiếu sáng và nhận được giải thưởng cho Cuộc thi Thiết kế Chiếu sáng Hiệu quả Năng lượng của Eskom theo Danh mục B: Thiết kế đèn dân cư trong mục thiết kế của các chuyên gia. Các thiết kế của Anastasopolous được thiết kế cho các tác phẩm sân khấu, vào năm 2008, cô thiết kế sản xuất Every Year, Every Day, I Am Walking cho nhà hát Magnet.